# Wüsten-Tintlingsstäubling
Der Wüsten-Tintlingsstäubling (Podaxis pistillaris) ist eine Pilzart aus der Familie der Champignonverwandten (Agaricaceae). Die Art ist weltweit verbreitet und wurde erstmals im Jahr 1771 vom Indischen Subkontinent angegeben.

## Merkmale

### Makroskopische Merkmale
Der Fruchtkörper wird bis zu 15 Zentimeter hoch und hat einen harten, holzigen Stiel. Dieser ist blass bis braun, gerade, zwischen vier und neun Zentimetern lang und zwischen einem halben und einem Zentimeter dick; die Basis ist knollenförmig.
Der Hut (Pileus) ist ellipsoid- bis eiförmig. Er wird vier bis elf Zentimeter hoch und zwei bis vier Zentimeter breit. Der Hut geht in den Stiel über, kann sich aber im Alter von ihm lösen. Die Hülle (Peridium) ist zweischichtig. Das Exoperidium (Außenhaut) ist gelblich-braun, glatt bis schuppig, meist flockig oder papierartig. Es löst sich im Alter ab und gibt dann das Endoperidium frei. Dieses ist bei reifen Exemplaren normalerweise dunkelbraun, vorher creme- bis bräunlich-gelb gefärbt. Es ist zunächst spröde und reißt später am unteren Rand auf und gibt die dunkelbraune bis schwarze Gleba frei. Diese ist bei jungen Exemplaren blass bis gelblich. In das Capillitium sind die Sporen eingebettet.

### Mikroskopische Merkmale

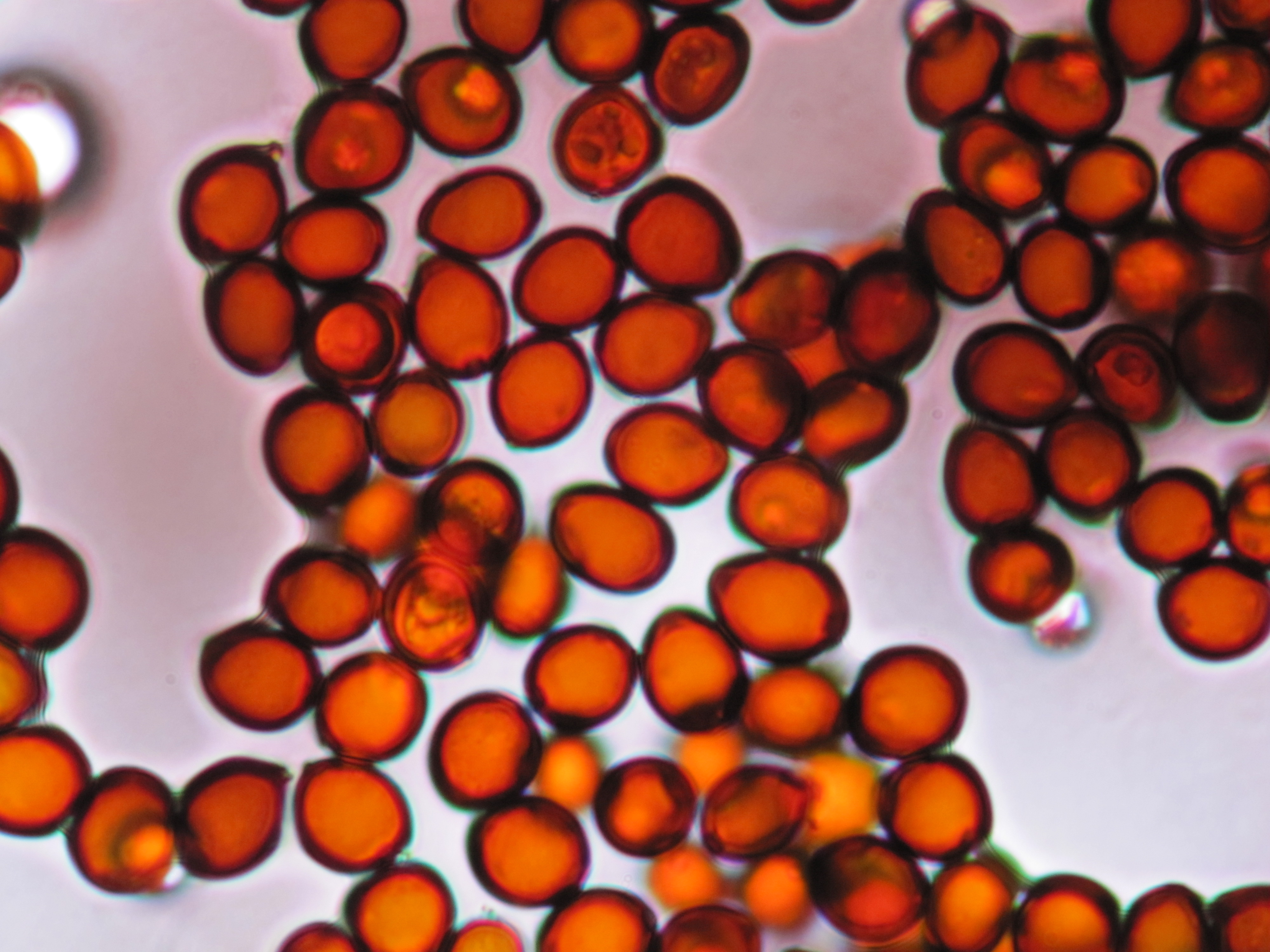
Sporen des Wüsten-Tintlingsstäubling (P. pistillaris) unter dem Lichtmikroskop

Die Sporen sind 10–14 × 9–12 µm groß. Sie sind rundlich, glatt und gelb bis tief rötlich-braun gefärbt. Sie besitzen eine doppelte Wand und eine verkürzte Basis. Ältere Sporen sind sehr unterschiedlich.

## Artabgrenzung
Podaxis pistillaris ähnelt dem Schopftintling (Coprinus comatus). Von diesem unterscheidet er sich dadurch, dass die Kappe für gewöhnlich geschlossen bleibt und die Sporen erst nach Aufreißen des Peridiums verbreitet werden. Außerdem sind sie doppelwandig. Der Schopftintling kommt hingegen nur in feuchten Regionen vor. Sein Fruchtkörper besitzt Lamellen und der Hut zerfließt tintenartig. Die darin enthaltenen Sporen sind nur einwandig.
Ähnlichkeit zu Podaxis pistillaris besitzt auch Montagnea arenaria. Beiden gemeinsam ist der holzige Stiel. Montagnea arenaria wächst jedoch aus einer Hülle (Volva), ihr Hut ist viel kleiner und besitzt schwarze, zerknitterte Lamellen.

## Ökologie
Die Fruchtkörper (Basidiokarpe) findet man besonders häufig nach den Regenzeiten im Frühjahr oder während des Sommers. Während der Trockenzeiten treten sie nur auf bewässertem Land auf. Sie kommen normalerweise auf sandigem, lehmigem oder halblehmigem Boden in Erdrissen vor. Das Pilzmycel steht oft in Verbindung mit Termitenhügeln.
Der Pilz wächst am schnellsten bei Temperaturen um 40 Grad Celsius. Bis etwa 20 und ab 50 Grad Celsius kann er nicht wachsen. Somit ist Podaxis pistillaris weder thermophil noch mesophil. Es wurde beobachtet, dass Fruchtkörper erst gebildet werden, wenn die monatliche durchschnittliche Maximaltemperatur des Bodens über der minimalen Wachstumstemperatur (25 °C) liegt. Die Fruchtbildung ist am höchsten, wenn die monatliche durchschnittliche Minimaltemperatur etwa auf oder über der minimalen Wachstumstemperatur liegt und die monatliche durchschnittliche Maximaltemperatur unter oder am unteren Ende der Spanne der optimalen Wachstumstemperatur (35–40 °C) liegt.

## Verbreitung
Der Pilz ist in den Halbwüsten Afrikas, Asiens, Australiens und Amerikas zwischen 40 Grad nördlicher und 40 Grad südlicher Breite zu finden. Die meisten Entdeckungen wurden in Regionen mit langen Trockenzeiten gemacht.
In Europa wurde die Art erstmals im Jahr 2012 auf einer Mittelmeerinsel nachgewiesen.

## Bedeutung

### Inhaltsstoffe
Von den Fruchtkörpern ist bekannt, dass sie reich an Proteinen sind, die alle essentiellen Aminosäuren, Kohlenhydrate, Lipide und Mineralstoffe enthalten. Es wurden antimikrobielle Aktivitäten gegen das infektionsverursachende Bakterium Pseudomonas aeruginosa und den Krankheitserreger Proteus mirabilis gefunden.
Berichten aus Nigeria und Südafrika zufolge hat der Pilz auch toxische Wirkung. Außerdem wurde ein hoher Wert an Lanthanoiden gemessen (75 mg · kg−1).

### Verwendung
Der Pilz wird beispielsweise in Indien, Afghanistan und Saudi-Arabien gegessen. Die Fruchtkörper werden in einigen Teilen des Jemen für die Behandlung von Hautkrankheiten, in Südafrika als Volksmedizin gegen Sonnenbrand und in China zur Behandlung von Entzündungen verwendet. In Australien wurde der Pilz von Aborigines in der Wüste zum Dunkelfärben weißer Schnurrbarthaare benutzt.